# Ermita de l'Eliana
L'Ermita de Sant Elies és una ermita localitzada al número 6 del carrer Ave Maria de l'Eliana.